# Душкова, Анна
Анна Душкова (чеш. Anna Dušková; род. 30 декабря 1999, Нимбурк, Среднечешский край, Чехия) — чешская фигуристка, выступавшая в одиночном и парном катании.
В паре с Мартином Бидаржем она — первая в истории Чехии чемпионка мира среди юниоров (2016), участница Олимпийских игр (2018) и двукратный серебряный призёр юношеских Олимпийских игр 2016 года (парное катание и командный турнир).
В одиночном катании Анна — бронзовый призёр чемпионата Чехии (2016).
По состоянию на январь 2017 года пара Душкова и Бидарж занимала 17-е место в рейтинге Международного союза конькобежцев.

## Биография

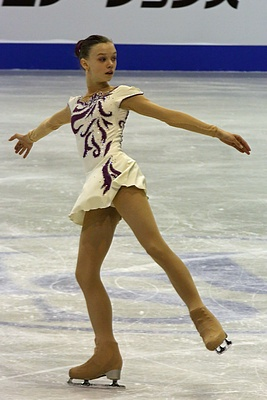
Анна совмещала выступления
в одиночном и парном катании

Анна Душкова родилась 30 декабря 1999 года в Нимбурке. Её мать — по профессии врач-стоматолог. Впервые встала на коньки в детском саду, в возрасте пяти лет. Тренировалась в родном городе, позже присоединилась к клубу фигурного катания в Праге. В 2013 году стала лауреатом краевого конкурса талантов. Вне ледовой площадки обучалась в гимназии Пршипоточни, по результатам опросов дважды признавалась лучшей спортсменкой гимназии. По её окончании поступила на первый медицинский факультет Карлова университета. Проживает в Лисе-над-Лабем.

## Карьера

### Ранние годы
Первые годы в спорте провела как одиночница, катаясь под руководством Эвы Хоркловой. Выезжала на международные состязания в Германию. Когда Анне было одиннадцать лет, тренер предложила встать в пару с ровесником Мартином Бидаржем, у которого в семье практически все занимаются фигурным катанием.
Начала соревноваться среди юниоров в сезоне 2013/2014, дебютировав на этапах Гран-при. Дуэт Душковой и Бидаржа занял шестое место на домашнем этапе, проходившем на льду Ostravar Арены. Турнир в Словакии завершили восьмыми в общем зачёте. В конце сезона Анна выступила на юниорском чемпионате мира в одиночном и парном разрядах.
В следующий сезон фигуристка продолжила выступать на юниорских этапах Гран-при, однако не смогла пройти в финал Гран-при, как в одиночной, так и в парной дисциплине. На юниорском чемпионате мира в Эстонии фигуристы заняли восьмое место. Это им не позволило отобраться на зимние юношеские Олимпийские игры. На этом чемпионате чешских парников заметил известный специалист Ришар Готье из Монреаля, который пригласил их в летний тренировочный лагерь.

### Чемпионы мира среди юниоров

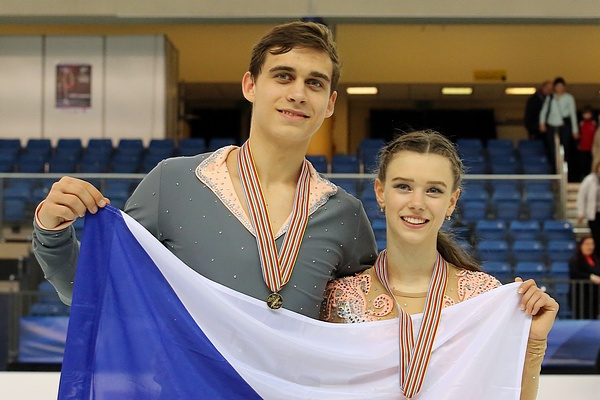
Бидарж и Душкова стали первыми чемпионами мира среди юниоров из Чехии

Осенью 2015 года Анна и Мартин на этапах Гран-при стали вторыми и четвёртыми, благодаря чему добились права выступить на финальном турнире серии, а также квалифицировались на юношеские Олимпийские игры. В Барселоне на юниорском финале Гран-при чешские фигуристы в сложной борьбе завоевали серебряную медаль. На чемпионате Чехии соревнования среди парников не проводились, поэтому Душкова решила выступить в одиночном. Старт принёс ей бронзовую медаль. Она в качестве запасной вошла в состав сборной на чемпионаты Европы и мира.
В феврале 2016 года на зимних юношеских Олимпийских играх чешские парники выиграли серебро. Также вошли в смешанную команду для командных соревнований вместе с украинцем Иваном Шмуратко, латвийкой Дианой Никитиной и французской танцевальной парой Жюлья Вагре / Матьё Куйра, и были удостоены второй серебряной медали.
Через месяц отправились на чемпионат мира среди юниоров в Венгрию. В первый день соревнований 16 марта, Душкова и Бидарж выполнили все элементы с положительными надбавками за качество исполнения. Они заняли лидирующую позицию, оставив позади российские спортивные пары, которые ехали на турнир в качестве фаворитов. Днём позже чешский дуэт сумел сохранить преимущество. Душкова и Бидарж стали первыми в истории Чехии чемпионами мира среди юниоров в фигурном катании.
В межсезонье продолжили сотрудничество с канадцем Ришаром Готье, помимо этого фигуристы посетили тренировочный лагерь в Италии.

### Переход на взрослый уровень
С сезона 2016/2017 Анна и партнёр перешли на взрослый уровень. Одновременно с этим, продолжили выступать среди юниоров. Сезон пара начала в августе 2016 года на юниорском этапе Гран-при в Остраве, фигуристы подтвердили своё мастерство и заняли первое место. Через неделю в Бергамо Анна стартовала как одиночница на Кубке Ломбардии, на котором продемонстрировала не самые лучшие прокаты. В октябре чешская пара выступила на втором этапе Гран-при, где они финишировали вторыми, что позволило им уверенно выйти в финальный турнир серии. В начале декабря в Марселе на юниорском финале чешские фигуристы, как и год назад, уверенно заняли второе место
Дебют пары на состязаниях взрослого уровня состоялся в рамках Кубка Ниццы. Анна и Мартин набрали наивысшие баллы в обеих программах, и завоевали золото на первом взрослом международном турнире. В январе 2017 года чешские фигуристы представили постановки на домашнем чемпионате Европы, финишировав седьмыми, они улучшили все свои прежние достижения. Через два месяца вышли на лёд мирового чемпионата в Хельсинки, где удачно дебютировали. Однако, по результатам турнира они не сумели напрямую квалифицироваться на Олимпийские игры.

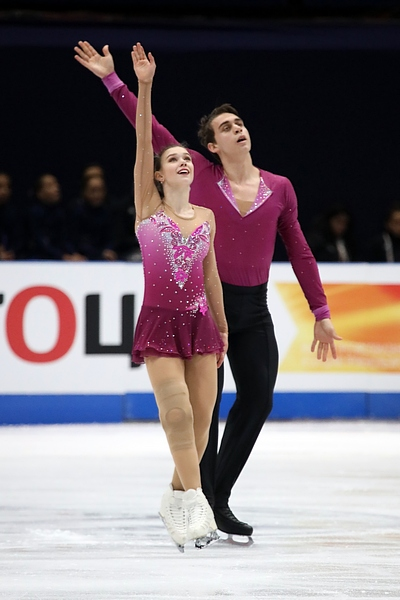
Из-за травм Анна выступала с ортезом на её правом колене

### Олимпийский сезон
На старте олимпийского сезона чешские парники приняли участие в квалификационном турнире Небельхорн в Оберсдорфе, где финишировали на девятом месте и сумели завоевать для своей страны путёвку на зимние Олимпийские игры. Через месяц на тренировке Анна получила серьёзную травму — разрыв крестообразной связки. Из-за восстановления после операции, спортсмены пропустили этапы Гран-при, а также чемпионаты Чехии и Европы. Анна была допущена к полноценным тренировкам в январе, за три недели до начала Олимпиады, на которой выступала с ортезом на правом колене.
Сборная Чехии не была представлена в командных соревнованиях Олимпийских игр в Южной Корее, поэтому для дуэта состязания начались 14 февраля со стартом личного турнира парников. Согласно правилам, из двадцати двух пар, вышедших на лёд с короткой программой, в финальный сегмент проходили шестнадцать из них.
В дебюте короткой программы Бидарж ошибся на приземлении тройного тулупа, потеряв равновесие и подставив вторую ногу, но далее фигуристы выполнили поддержку, «спираль смерти» и комбинированное вращение на максимальный четвёртый уровень. Набрав 63,25 балла, они после выступлений шести пар заняли промежуточное первое место. Для квалификации в произвольный прокат, как минимум одна пара, выступающая после, должна была набрать меньшее количество баллов. Соперники из Германии допустили несколько помарок, а китайцы Пэн Чэн и Цзинь Ян упали на первом элементе, что позволило Анне и Мартину продолжить выступления на Олимпиаде. В произвольной программе уже у Анны возникли проблемы, она коснулась льда рукой при приземлении прыжка, за что он был «отминусован» судейской бригадой. Последующие одиннадцать элементов были выполнены без серьёзных ошибок. Чешский дуэт поднялся на одну строчку в протоколе, расположившись на четырнадцатом итогом месте с суммой баллов 186,33, опередив действующих чемпионов США Алексу и Криса Книримов.
Перед чемпионатом мира в Милане, пара и их тренер Эва Хорклова приняли решение сменить оригинальные, яркие наряды для произвольной программы на более классические, поскольку на Олимпиаде смотрелись в них, как юниоры среди взрослых. Анна продемонстрировала итальянской публике новое светло-синие платье, но партнёр забыл взять верхнюю часть своего костюма, поэтому катался на турнире в тренировочной футболке. Несмотря на организационные проблемы, они установили личный рекорд в коротком и произвольном прокате, показав одиннадцатый результат из двадцати восьми дуэтов со всего мира.

### Завершение карьеры
По окончании олимпийского сезона спортивная пара из Чехии, катавшаяся вместе восемь лет, распалась. Мартин, для повышения спортивных результатов, хотел тренироваться за границей на протяжении полугода, а не шести недель, как прежде. Анна же хотела совмещать спорт и учёбу в Чехии, поэтому отвергла предложение об увеличении работы с иностранными специалистами.
В межсезонье Анна встала в пару с Радеком Якубкой, с которым не выходила на соревновательный лёд. Она перенесла несколько операций на колене и не могла регулярно тренироваться. В июне 2020 года Душкова объявила о завершении спортивной карьеры из-за продолжающихся проблем со здоровьем.

## Спортивные достижения

### В парном катании
(с Мартином Бидаржем)
| Соревнования                                                | 13/14         | 14/15         | 15/16         | 16/17         | 17/18         |
| Международные                                               | Международные | Международные | Международные | Международные | Международные |
| ----------------------------------------------------------- | ------------- | ------------- | ------------- | ------------- | ------------- |
| Олимпийские игры                                            |               |               |               |               | 14            |
| Чемпионаты мира                                             |               |               |               | 14            | 11            |
| Чемпионаты Европы                                           |               |               |               | 7             |               |
| Челленджеры. Nebelhorn Trophy                               |               |               |               |               | 9             |
| Кубок Ниццы                                                 |               |               |               | 1             |               |
| Международные среди юниоров                                 |               |               |               |               |               |
| Чемпионат мира среди юниоров                                | 10            | 8             | 1             |               |               |
| Юношеские Олимпийские игры, личные / командные соревнования |               |               | 2 / 2         |               |               |
| Финал юниорского Гран-при                                   |               |               | 2             | 2             |               |
| Этапы юниорского Гран-при: Австрия                          |               |               | 2             |               |               |
| Этапы юниорского Гран-при: Чехия                            | 6             |               |               | 1             |               |
| Этапы юниорского Гран-при: Эстония                          |               | 10            |               |               |               |
| Этапы юниорского Гран-при: Германия                         |               | 8             |               | 2             |               |
| Этапы юниорского Гран-при: Латвия                           |               |               | 4             |               |               |
| Этапы юниорского Гран-при: Словакия                         | 8             |               |               |               |               |
| Ice Challenge                                               |               | 1             | 1             |               |               |
| NRW Trophy                                                  |               | 1             | 2             |               |               |
| Национальные                                                |               |               |               |               |               |
| Чемпионат Чехии среди юниоров                               | 1             | 1             |               |               |               |

### В одиночном катании
| Соревнования                        | 13/14         | 14/15         | 15/16         | 16/17         |
| Международные                       | Международные | Международные | Международные | Международные |
| ----------------------------------- | ------------- | ------------- | ------------- | ------------- |
| Челленджеры. Ice Challenge          |               |               | 6             |               |
| Челленджеры. Мемориал Непелы        |               |               | 11            |               |
| Челленджеры. Lombardia Trophy       |               |               |               | 19            |
| NRW Trophy                          |               |               | 3             |               |
| Международные среди юниоров         |               |               |               |               |
| Чемпионаты мира среди юниоров       | 32            |               |               |               |
| Этапы юниорского Гран-при: Хорватия |               | 14            |               |               |
| Этапы юниорского Гран-при: Чехия    |               | 10            |               |               |
| Этапы юниорского Гран-при: Польша   | 12            |               | 10            |               |
| Олимпийский фестиваль               |               | 8             |               |               |
| Ice Challenge                       | 2             | 3             |               |               |
| Кубок Ниццы                         | 3             |               |               |               |
| Национальные                        |               |               |               |               |
| Чемпионаты Чехии                    |               |               | 3             |               |